# Tasza
Tasza, zając morski (Cyclopterus lumpus) – gatunek ryby skorpenokształtnej z rodziny taszowatych (Cyclopteridae), jedyny przedstawiciel rodzaju Cyclopterus. Poławiana jako ryba konsumpcyjna.

## Zasięg występowania
Strefa przybrzeżna wschodniego i zachodniego wybrzeża Oceanu Atlantyckiego, Morze Barentsa i Morze Bałtyckie. Zimą schodzą głębiej (do 400 m p.p.m.).

## Opis
Ciało krępe, silnie wygrzbiecone, bez łusek. Płetwy brzuszne zrośnięte w przyssawkę. Dwie płetwy grzbietowe, druga przesunięta do tyłu, położona symetrycznie do płetwy odbytowej. Ubarwienie szare, spód jaśniejszy. Osiąga długość maksymalnie 60 cm, osobniki spotykane w Morzu Bałtyckim są mniejsze, do 30 cm.
Dymorfizm płciowy: samiec na czas rozrodu przybiera szatę godową – pomarańczowy brzuch i brązowy grzbiet.

## Tryb życia
Rozród: Tarło odbywa się wczesną wiosną w płytkiej wodzie nad dnem kamienistym i zarośniętym. Samiec pilnuje ikry przyssany do kamienia, samica odpływa na głębsze wody. Młode po urodzeniu przysysają się na pewien czas do ciała samca. Dorosłe osobniki w okresie rozrodu nie pobierają pokarmu.
Odżywianie: skorupiaki, meduzy i małe ryby.

## Znaczenie gospodarcze
Gatunek poławiany gospodarczo. Mięso samic uważane jest za niesmaczne. Barwiona i niebarwiona ikra taszy sprzedawana jest jako kawior.